# Brunnen
Brunnen è un comune tedesco di 1 593 abitanti, situato nel land della Baviera.